# Defiance (serie televisiva)
Defiance è una serie televisiva statunitense di fantascienza trasmessa dal canale cavo Syfy a partire dal 15 aprile 2013 per tre stagioni.
In Italia è stata trasmessa dal 17 settembre 2014 su AXN Sci-Fi.
Parallelamente alla serie è stato prodotto un omonimo videogioco che condivide lo stesso universo fittizio della serie e la cui trama è direttamente intrecciata a quella della fiction televisiva. Il 28 agosto 2015 si è conclusa la terza ed ultima stagione.

## Storia

### Antefatti
La serie è ambientata in un futuro prossimo, dove gli alieni, noti collettivamente come Votan, sono venuti sulla Terra in cerca di una nuova casa dopo che il loro sistema solare venne distrutto in una collisione stellare. Quando i Votan lasciarono il loro sistema solare 5000 anni fa, i loro strumenti non rilevarono segni di tecnologia sulla Terra, e pensarono che essa fosse disabitata. Al loro arrivo nel 2013, scoprirono che si era evoluta una razza intelligente, gli umani, i quali risposero alla loro venuta con ostilità e sospetto.
Un numero limitato di Votan fu autorizzato a stabilirsi in una colonia in Brasile, ed infine in altre tre colonie, ma milioni di Votan rimasero in ipersonno a bordo delle loro navi in orbita attorno alla Terra, mentre seguitavano i negoziati tra loro e i governi terrestri per costituire insediamenti su larga scala.
Dopo una decina d'anni Votan e governi umani erano sul punto di negoziare una soluzione pacifica, quando nel 2023 l'ambasciatore Votan alle Nazioni Unite fu assassinato da un umano scontento, fuori della sede delle Nazioni Unite a New York. Questo fatto scatenò un conflitto globale disastroso tra umani e alieni, noto come le "guerre pallide".
Dopo sette anni di guerre, nel 2030 avvenne un caso apocalittico, chiamato "Arkfall", quando misteriosamente la flotta di arche in orbita esplose. Gli alieni pensarono che fosse stato un comandante umano il responsabile, mentre gli esseri umani pensarono che fosse un esperimento di armi aliene andato male. Milioni di Votan morirono e durante la caduta dei detriti delle navi sulla terra, accidentalmente, venne lanciata la tecnologia Votan di terraformazione.
Mentre i Votan avevano intenzione di usare la loro tecnologia in modo attentamente pianificato, l'episodio scatenò cambiamenti caotici e radicali per la biosfera e per la geologia della Terra, rendendo il pianeta pericoloso per gli esseri umani e gli alieni. La terra venne bruciata, si aprirono voragini nel terreno, si sollevarono nuove catene montuose e la superficie del pianeta si ricoprì di polvere e detriti.
Specie animali e vegetali dal sistema stellare Votan vennero introdotte sulla Terra, e sia esse sia le specie animali autoctone mutarono disastrosamente a causa della terraformazione incontrollata, creando ibridi bizzarri e pericolosi e nuove specie.
La guerra continuò fino alla battaglia di Defiance a San Francisco nel 2031, quando prese vita un movimento per la pace in tutto il mondo tra umani e Votan. Venne sciolta la Coalizione militare terrestre e nacque la "Repubblica Terrestre". Venne istituita una zona neutrale, il territorio messicano, con la Repubblica Terrestre a nord e il collettivo Votan a sud.
I detriti della flotta distrutta in orbita avevano creato attorno alla Terra la "cintura dell'Arca", dalla quale i detriti periodicamente cadevano al suolo causando pericoli per i sopravvissuti, ma fornendo anche preziose opportunità di recuperare qualche elemento della progredita tecnologia aliena. La distorsione elettromagnetica creata dai terraformatori Votan malfunzionanti aveva reso difficile la comunicazione a lunga distanza e impossibile il volo ad alta quota per lunghe distanze. Era divenuto così impossibile, ed era perciò stato proibito, lanciare veicoli in orbita, in quanto ritenuto troppo pericoloso. La comunicazione a lunga distanza era quindi notevolmente problematica e solo quindici anni dopo l'armistizio, nel 2046, era stata progettata la costruzione di una linea ferroviaria a lungo raggio per unire la coste est e ovest del Nord America.

### Trama
Nel 2046 gli esseri umani e i Votan lottano per ricostruire un mondo, la Terra, totalmente cambiata e semidistrutta. In tutto l'emisfero occidentale, i comandi generali dei Votan sono presenti in gran parte del Centro e Sud America, mentre la nuova e unificata Repubblica Terrestre ha un importante punto d'appoggio nelle città popolose del nord-est del Nord America, ora riorganizzata come un'unità territoriale nota come "Columbia", che comprende BosWash, il Corridoio Québec-Windsor e le Province marittime canadesi, con capitale New York. Il resto del Nord America rimane una regione di calanchi, lentamente ricolonizzata in diverse piccole repubbliche indipendenti e città-stato. Una di queste comunità è la città-stato indipendente di Defiance, situata nel cuore del continente e costruita sulle rovine di St. Louis, nel Missouri. Il marine Joshua Nolan, nativo di Saint Louis che aveva lasciato all'età di dieci anni all'inizio della guerra con gli alieni, torna in quello che ormai è poco più che un campo profughi. Qui si unisce alla comunità locale, Defiance, impegnandosi a proteggerla da violenti scontri umani-alieni, sciacalli e altri eventuali pericolosi visitatori occasionali.

## Episodi
| Stagione         | Episodi | Prima TV USA | Prima TV Italia |
| ---------------- | ------- | ------------ | --------------- |
| Prima stagione   | 13      | 2013         | 2014            |
| Seconda stagione | 13      | 2014         | 2015            |
| Terza stagione   | 13      | 2015         | 2016            |

## Personaggi e interpreti

### Personaggi principali
- Joshua Nolan (stagioni 1-3), interpretato da Grant Bowler.
Ex marine che ha combattuto nella guerra contro gli alieni, ora "custode della legge" nella comunità di Defiance, sorta sui resti della sua città natale Saint Louis.
- Amanda Rosewater (stagioni 1-3), interpretata da Julie Benz.
È il sindaco di Defiance.
- Irisa Nyira (stagioni 1-3), interpretata da Stephanie Leonidas.
È la figlia adottiva e vice di Nolan, di razza Irathiena.
- Datak Tarr (stagioni 1-3), interpretato da Tony Curran.
Consigliere di Amanda, di razza Castithan, è uno dei capi-famiglia più importanti della città.
- Stahma Tarr (stagioni 1-3), interpretata da Jaime Murray.
È la moglie di Datak.
- Alak Tarr, interpretato da Jesse Rath.
È l'unico figlio di Datak e Stahma Tarr.
- Rafe McCawley (stagioni 1-3), interpretato da Graham Greene.
È il proprietario della più grande miniera del territorio; la sua famiglia è in perenne contrasto con i Tarr.
- Kenya Rosewater (stagioni 1-2), interpretata da Mia Kirshner.
È la sorella di Amanda, proprietaria di una bettola/bordello.
- Jessica "Berlin" Rainier (stagioni 2-3), interpretata da Anna Hopkins.
 Ufficiale della Repubblica Terrestre, arrivata a Defiance quando questa fu annessa, vi rimarrà anche successivamente.
- Kindzi (stagioni 2-3), interpretata da Nichole Galicia.
 Di razza Omec, è la figlia di T'evginc.

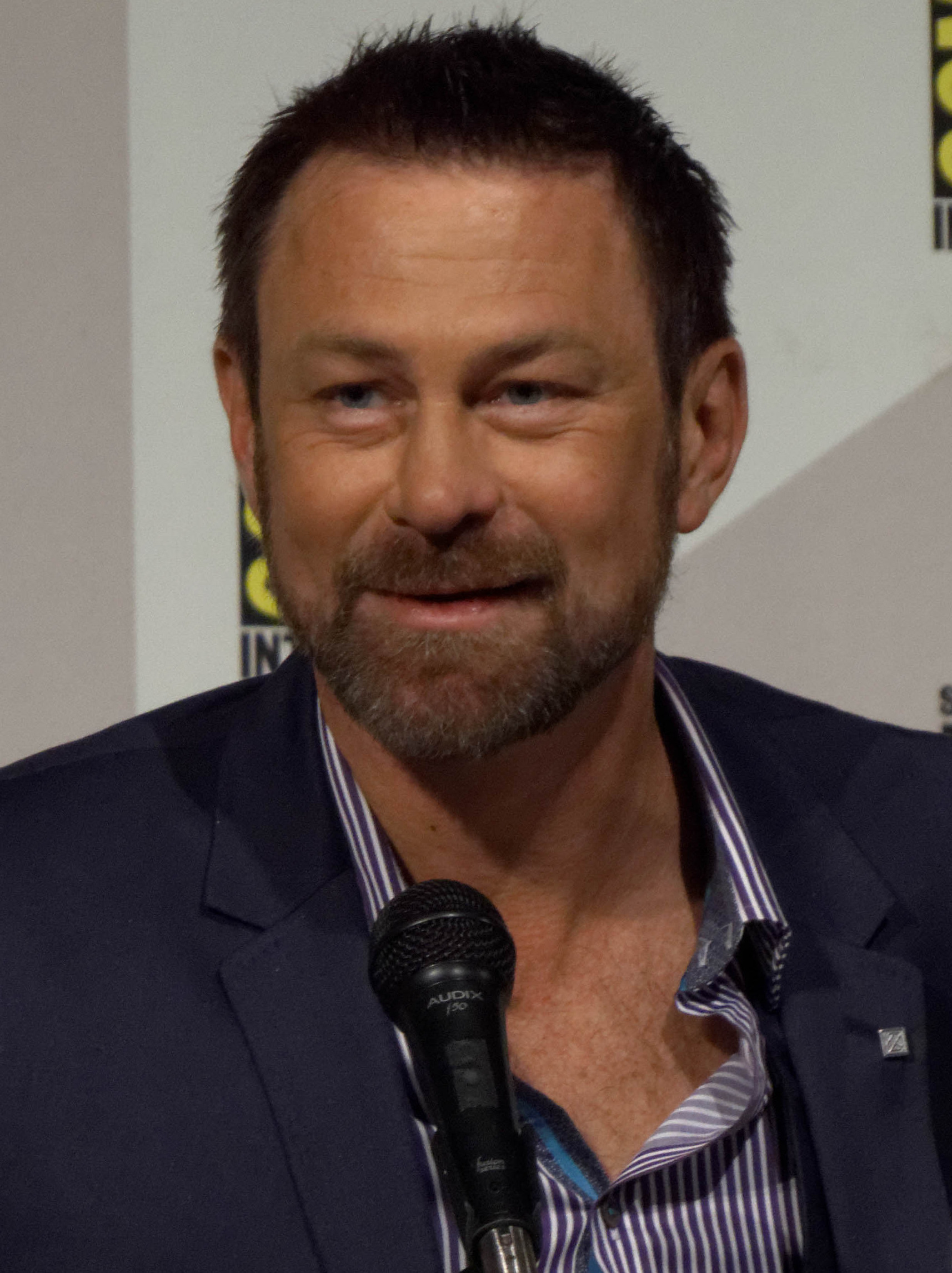
Grant Bowler interpreta Joshua Nolan
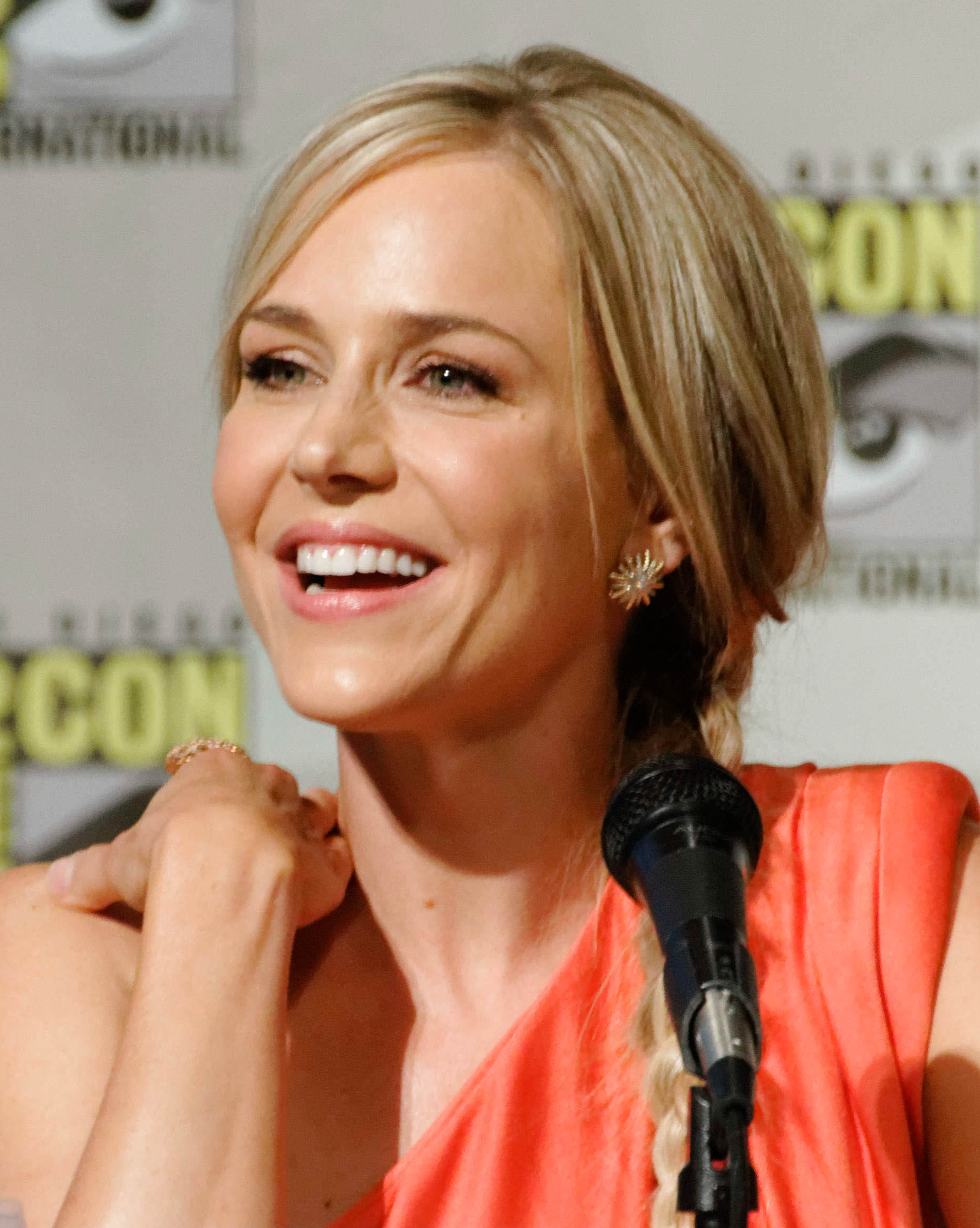
Julie Benz interpreta Amanda Rosewater
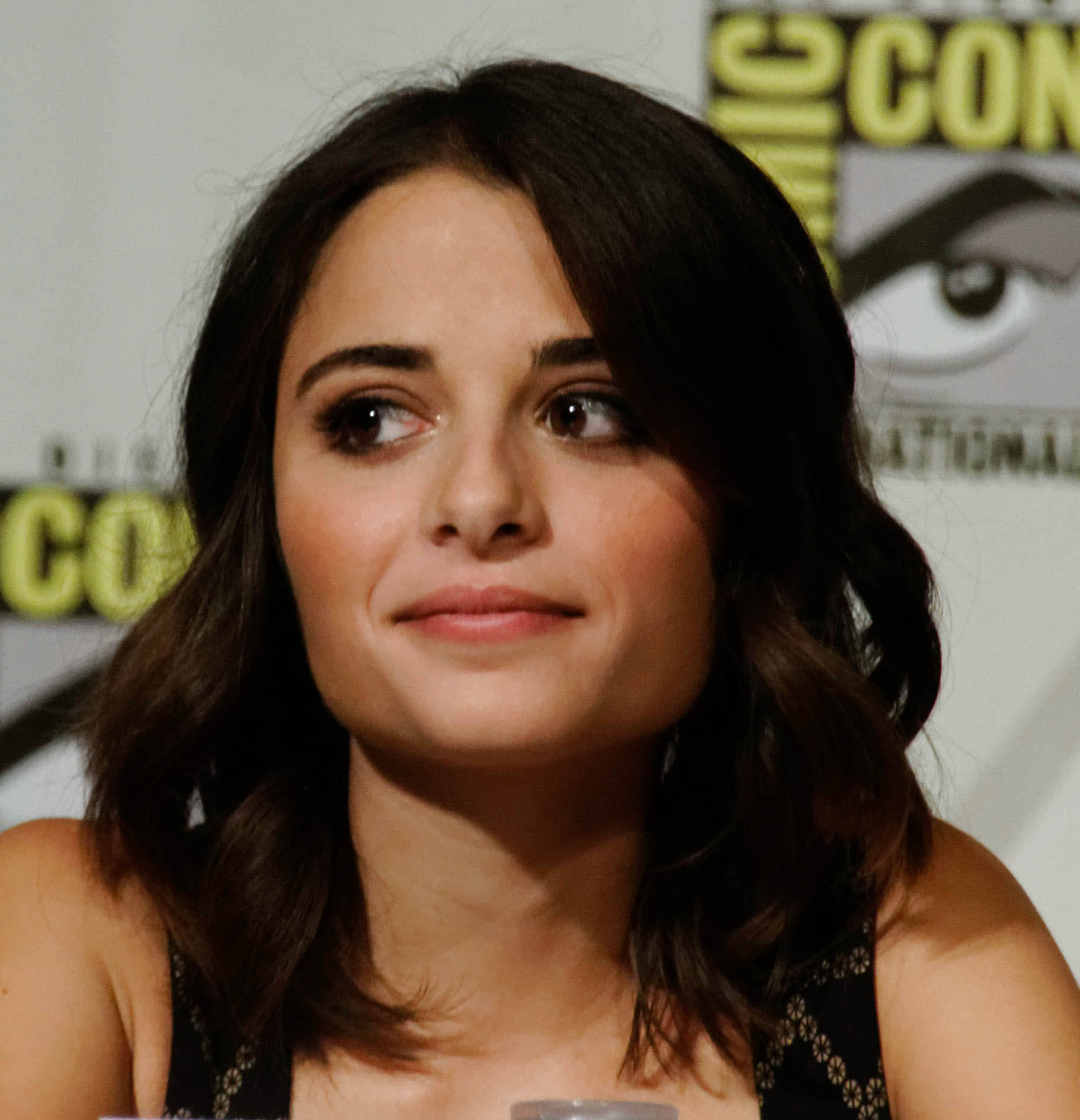
Stephanie Leonidas interpreta Irisa Nyira
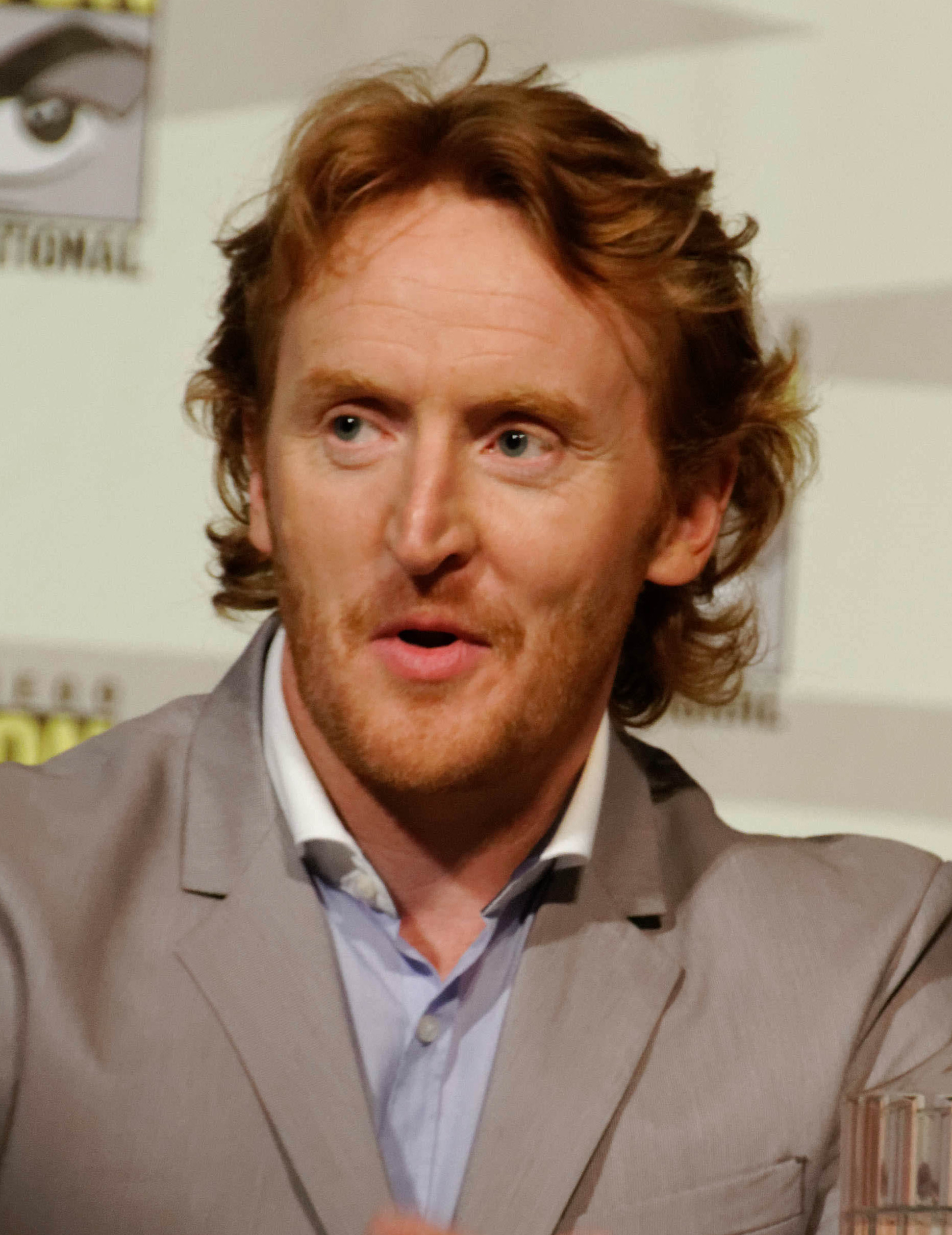
Tony Curran interpreta Datak Tarr
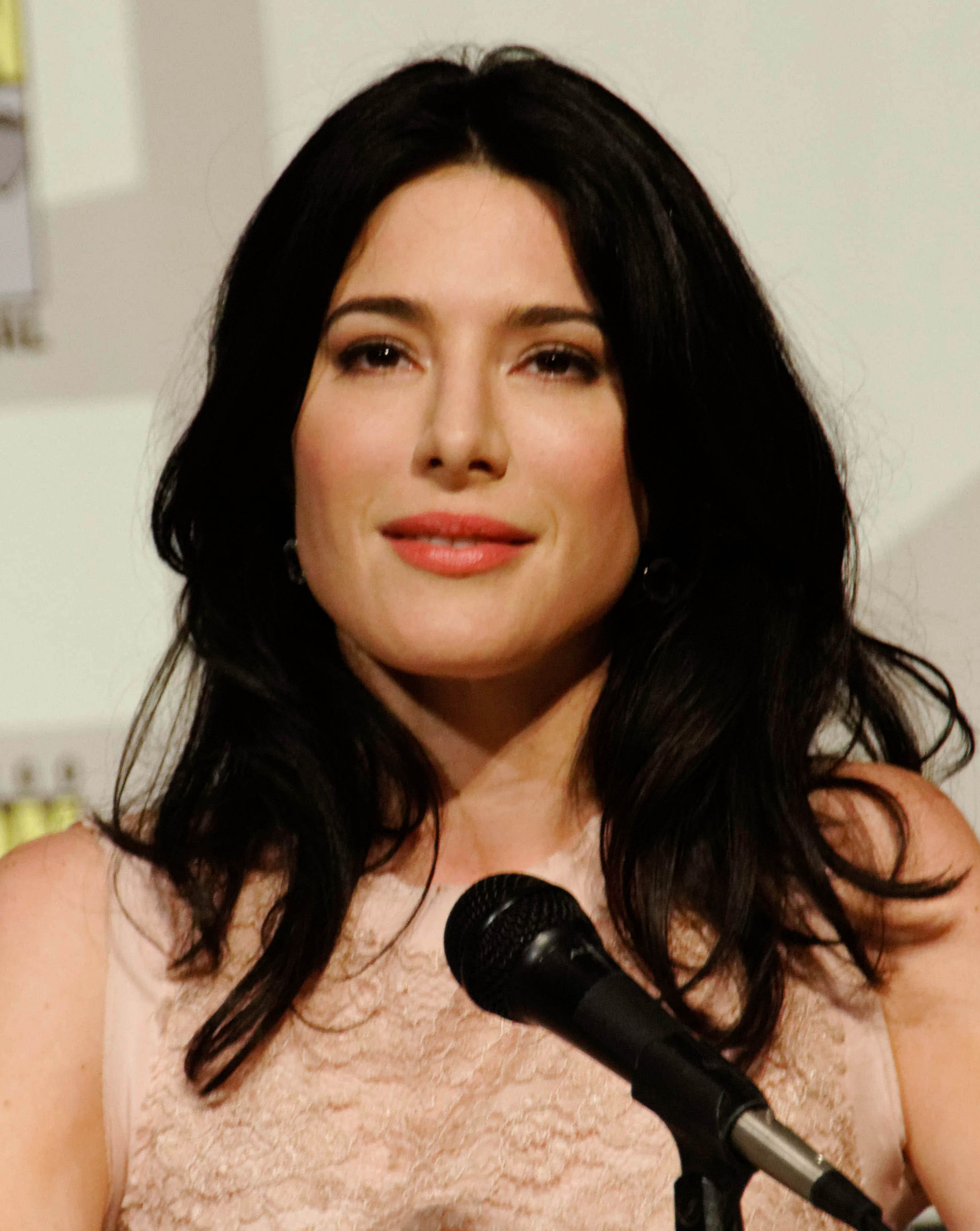
Jaime Murray interpreta Stahma Tarr
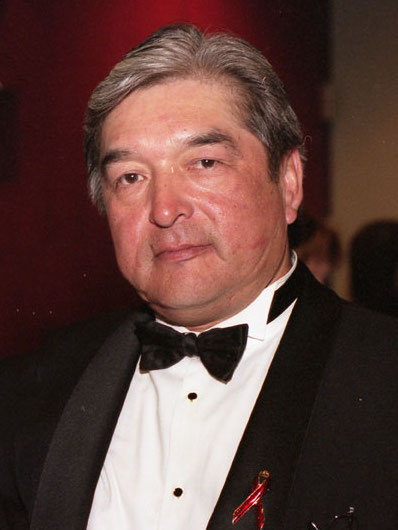
Graham Greene interpreta Rafe McCawley
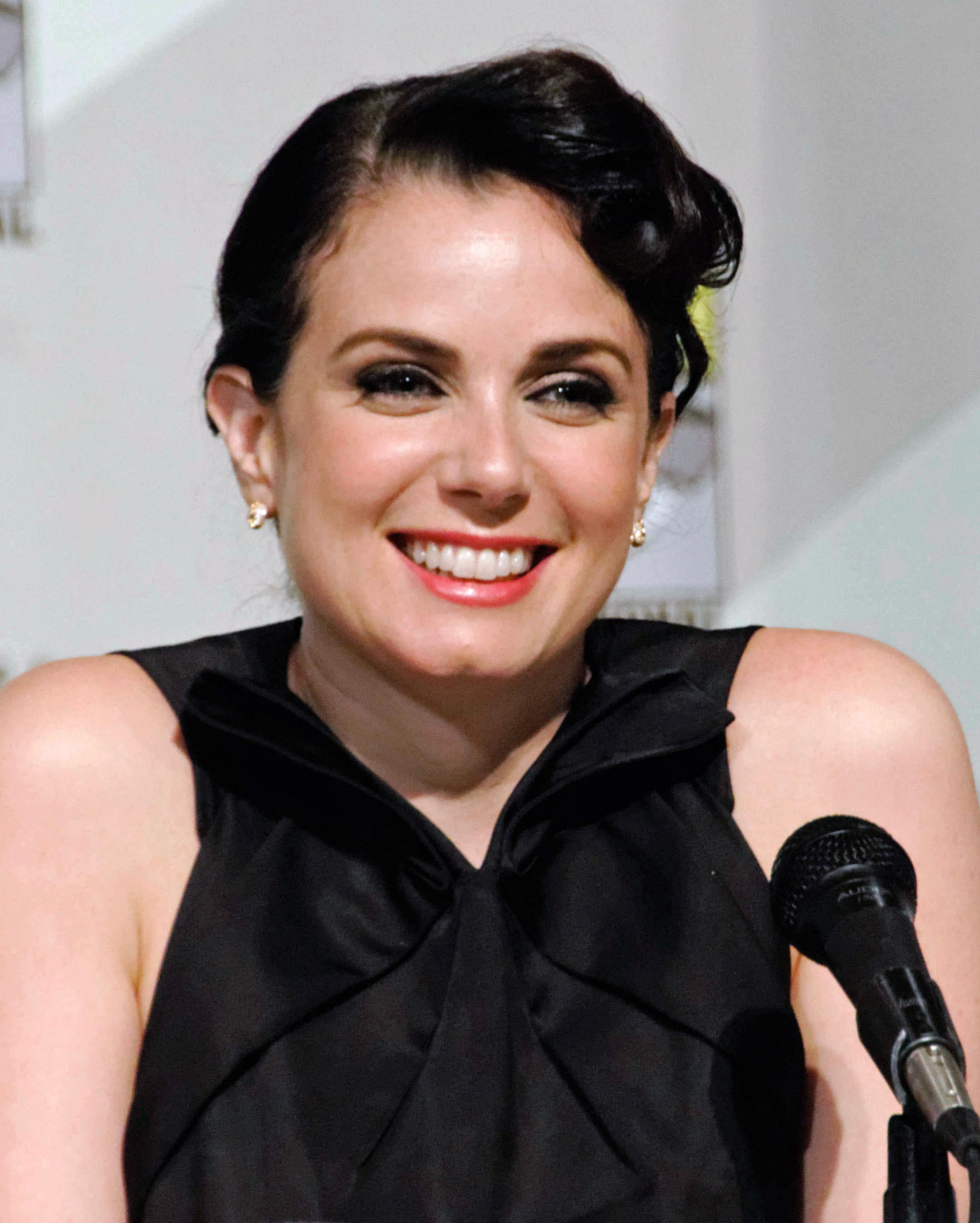
Mia Kirshner interpreta Kenya Rosewater

### Personaggi secondari
- Nicky Riordon (stagione 1), interpretata da Fionnula Flanagan.
È l'ex sindaco di Defiance e mentore di Amanda.
- Tommy LaSalle, (stagioni 1-3) interpretato da Dewshane Williams.
È un assistente dello sceriffo.
- Meh Yewll (stagioni 1-3), interpretata da Trenna Keating.
È il medico Indogene che lavora per l'ufficio dello sceriffo.
- Christie McCawley (stagioni 1-3), interpretata da Nicole Muñoz.
È la figlia di Rafe McCawley, fidanzata di Alak.
- Quentin McCawley (stagioni 1-3), interpretato da Justin Rain.
È il figlio di Rafe e fratello di Christie.
- Sukar (stagioni 1-2), interpretato da Noah Danby.
 Irathieno, leader della banda degli Spirit Rider.
- Rynn, interpretata da Kaniehtiio Horn
È una Irathiena, appartenente alla banda degli Spirit Rider.
- Connor Lang (stagioni 1-2), interpretato da Gale Harold.
 Ex partner del sindaco Amanda Rosewater, poi nei vertici della Repubblica Terrestre.
- Berti, (stagioni 1-2), interpretato da Jessica Nichols.
 Di razza Liberata, lavora come barista a Defiance.
- Niles Pottinger (stagioni 2-3), interpretato da James Murray.
 Sindaco di Defiance dopo che questa fu conquistata dalla Repubblica Terrestre; si rivelerà essere lo stupratore di Amanda quando era giovane.
- Rahm Tak (stagione 3), interpretato da Lee Tergesen.
 Castitano sanguinario dissociatosi dal collettivo Votan del Brasile.
- T'evginc (stagioni 2-3), interpretato da Conrad Coates.
 Leader degli Omec sopravvissuti alla ribellione degli altri Votan, padre di Kindzi.
- Pilar McCawley (stagioni 2-3), interpretato da Linda Hamilton.
Moglie di Rafe McCawley, fu allontanata dal marito perché tentò di avvelenare i figli.
- Raiga (stagioni 1-2), interpretato da Kevin Shand.
Di razza Sensoth, è al servizio della famiglia Tarr.
- Andina (stagioni 2-3), interpretata da Amy Forsyth.
 Serva castithana della famiglia Tarr.
- Deirdre Lamb (stagione 2), interpretata da Kristina Pesic.
 Prostituta che lavora nel bordello di Kenya Rosewater.

## Razze in Defiance
Oltre agli umani, il mondo del 2046 è frequentato da diverse altre razze.

### Razze Votan
Castitani
I Castitani sono una razza nobile proveniente dal pianeta Daribo; hanno la pelle pallida, spesso bianca, e bianchi sono i loro capelli. Orgogliosi e molto conservatori per certi aspetti della loro vita quotidiana, come in politica e per la loro società strettamente divisa in caste, sono tuttavia di costumi sessuali molto liberali. Sono invisi agli altri Votan per il loro modo di fare arrogante e imperialista. Possono riprodursi con gli esseri umani.
Irathieni
Gli Irathieni vengono dal pianeta Irath e sono i più numerosi sulla Terra tra le razze Votan. Hanno una società tribale che vive in stretto contatto con la natura, per questo motivo sono considerati dagli altri, umani compresi, dei selvaggi. Sono dotati di una profonda spiritualità, anch'essa legata alla natura, e la maggior parte di essi si dedicano all'agricoltura, onorando in questo modo i loro antenati e il loro dio, Irzu. Hanno i capelli rossi e la pelle leggermente scura e, come i castitani, possono accoppiarsi con gli umani ed avere figli con loro.
Indogeni
Gli Indogeni sono una specie artificiale. Sono solitamente calvi, magri, e con la pelle a disegni esagonali, chiamata "Protoform", in grado di guarire le ferite degli Omec. Possono essere dotati di impianti addizionali specificatamente progettati per la professione da loro scelta. Venerano scienza e conoscenza, ed hanno inventato la maggior parte della tecnologia utilizzata dalle altre razze aliene.
Sensoti
I Sensoti vengono da una specifica regione del pianeta Irath e hanno un aspetto imponente e scimmiesco. Hanno movenze che li fanno apparire pigri, parlano ed agiscono molto lentamente, ma hanno grande forza fisica e possono essere usati a scopo intimidatorio contro qualcuno, pur avendo quasi sempre una personalità gentile. Vengono spesso impiegati per lavori pesanti dai Castitani.
Liberata
I Liberata hanno un aspetto piccolo e tozzo e vengono poco considerati dalle altre razze Votan. Vengono impiegati spesso come servitori e in altri lavori umili. Respirano azoto invece che ossigeno, che, in dosi sovraelevate, può invece causargli avvelenamenti.
Volge
Razza guerriera temuta sia dai terrestri che dagli altri Votan, proveniente da un sistema diverso da quello dei Votan. I Volge conquistarono il pianeta degli Omec. Possono essere alti più di 2,5 metri e indossano sempre l'armatura, anche perché sulla Terra non possono respirare ossigeno. Durante l'esodo Votan, le altre razze hanno scelto di lasciarsi i Volge alle spalle, tuttavia sorpresero gli altri Votan apparendo durante le Guerre Pallide.
Gulanee
La più aliena e misteriosa delle razze Votan. Si ritiene che siano esseri di pura energia, che appaiono come grandi sfere di luce, anche se questa è solo un'immagine proiettata dalle loro "tute d'incapsulamento", necessari per sostenerli in vita. Pochissimi di loro si trovano sulla Terra terraformata, in quanto molti rimasero sul loro pianeta, Gula, sicuri che sarebbero sopravvissuti alla distruzione del sistema Votanis. Sono poco conosciuti anche dalle altre razze Votan, che solo in tempi recenti ne hanno scoperto l'esistenza.
Omec
Gli Omec abitavano l'omonimo pianeta e svilupparono la tecnologia molto tempo prima che le altre razze Votan. Ogni 76 anni il loro pianeta si avvicinava agli altri mondi Votan e gli Omec arrivavano sui loro pianeti nel giorno dell'"Efferata Mietitura" cacciando gli altri Votan, che venivano poi utilizzati come schiavi, giocattoli sessuali e come cibo. Fisicamente hanno la pelle viola e i capelli bianchi. Dopo la ribellione degli altri Votan pochi di loro sono sopravvissuti, mettendosi poi in viaggio verso la Terra. Sono considerati diavoli dalle altre razze Votan e sono fortemente temuti per la loro natura di predatori.

### Altre razze non umane
Bioman
I Biomen non sono alieni, ma una razza artificiale prodotta sulla Terra dai militari umani per fronteggiare gli attacchi alieni durante le Guerre Pallide. I Biomen sono alti e muscolosi, di un'ampia gamma di colori e tonalità della pelle e con un numero di lotto marchiato sul loro petto. Tutti i Biomen hanno un interruttore on/off da qualche parte sul loro corpo. Diventati inutili dal momento dell'armistizio, hanno molta difficoltà ad integrarsi in tempo di pace (sia con gli umani che con i Votan) a causa della rabbia instillata come parte del loro carattere.
Hellbugs
Specie di crostacei un tempo innocui che durante la terraformazione mutarono il loro DNA. Sono feroci predatori che vivono in collettività con gerarchie simili a quelle delle formiche e delle api, comandate da una regina. Non sono state sterminate poiché sono preziose per la produzione di un prodotto energetico, il Petrohol.

## Produzione
Il 6 giugno 2011 venne ufficialmente annunciata la produzione di un videogioco sparatutto MMO sviluppato dalla Trion Worlds, la cui trama sarebbe stata intrecciata a quella di una serie televisiva sceneggiata da Rockne S. O'Bannon e prodotta dalla Universal Cable Productions per Syfy. Defiance, nome condiviso sia dalla serie TV che dal videogioco, costituisce la prima partnership tra una casa di produzione televisiva e un'azienda videoludica; entrambi i progetti, che condividono lo stesso universo narrativo, vennero quindi sviluppati in modo da influenzarsi l'un l'altro. Nel mese di dicembre 2011, per dirigire l'episodio pilota della serie, venne ingaggiato Scott Stewart.
Il casting iniziò nel mese di gennaio 2012, quando Grant Bowler venne ingaggiato per il ruolo del protagonista Joshua Nolan. Nel successivo mese di marzo si unirono al cast anche Julie Benz, per il ruolo di Amanda Rosewater; Tony Curran, interprete di Datak Tarr; Jaime Murray, interprete della moglie di Datak; Stephanie Leonidas, per il ruolo della combattente Irisa; e Graham Greene, interprete di Rafe McCawley. Nel mese successivo furono invece ingaggiate Mia Kirshner e Fionnula Flanagan, rispettivamente per i ruoli di Kenya e della mentore di Amanda Nicky.
Le riprese del pilot iniziarono nei dintorni di Toronto alla fine del mese di aprile 2012; il resto degli episodi venne invece filmato dal successivo 24 luglio nella stessa città canadese. Il debutto televisivo della serie, così come il lancio del videogioco, venne fissato per l'aprile 2013; il pilot andò in onda il 15 aprile.
Dopo i buoni ascolti registrati dai primi episodi, il 10 maggio 2013 Defiance venne rinnovata per una seconda stagione di 13 episodi. Il 25 settembre 2014 viene rinnovata anche per una terza stagione, sempre da 13 episodi, venendo tuttavia cancellata dopo il termine della stessa, il 16 ottobre 2015.

## Accoglienza

### Ascolti
La première dell'episodio pilota ottenne una delle medie d'ascolto più alte di sempre tra i debutti delle serie prodotte per Syfy, registrando una media di circa 3.834.000 spettatori.

## Il videogioco
Il videogioco prodotto parallelamente alla serie è uno sparatutto in terza persona MMO, presentato per la prima volta all'Electronic Entertainment Expo del mese di giugno 2011. In occasione del Gamescom dell'agosto 2012 venne diffuso un primo developer diary in cui i produttori spiegarono vari aspetti del videogame. La caratteristica MMO consente al giocatore di confrontarsi con una moltitudine di utenti, ma allo stesso tempo comporta il fatto che l'universo narrativo, direttamente connesso a quello della serie televisiva, si evolva anche mentre si è scollegati dal gioco: la storia, i personaggi e l'ambientazione mutano con il trascorrere del tempo, indipendentemente dalla presenza o meno del giocatore.
Gli utenti possono trovarsi di fronte a scenari di combattimento contro altri singoli giocatori, o con altri utenti in modalità cooperativa al fine di raggiungere obiettivi comuni. I principali mezzi meccanici di spostamento sono costituiti da fuoristrada quad Hannibal 1800TR, frutto della fusione di tecnologia umana e aliena; alcuni includono armi pesanti come una mitragliatrice o un lancia-missili. Secondo i produttori l'ampia disponibilità di diversi tipi di armi è una delle principali caratteristiche del gioco, alcune possono essere assemblate a piacimento dall'utente con i pezzi e le configurazioni desiderate. L'accumulo di punti consente di acquisire abilità speciali, che possono essere sia offensive che difensive.
Tra gli elementi "nemici" del gioco risaltano gli hellbug, insetti giganti alieni che sbucano dalle profondità del terreno in cerca di cibo, seminando morte sul loro cammino; tuttavia i loro escrementi vengono lavorati per ricavare l'unica fonte di energia rinnovabile disponibile nella zona. L'atmosfera terrestre è circondada da ark, le navicelle usate dagli alieni arrivati sulla Terra, rimaste nell'orbita terrestre dopo essere state danneggiate da misteriose esplosioni; occasionalmente tali navicelle precipitano sulla Terra dando origine agli eventi detti arkfall: una navicella caduta può nascondere preziose tecnologie aliene o spietati mostri pronti ad attaccare.
Dopo un mese dal lancio ufficiale, Defiance aveva già raggiunto il traguardo di un milione di videogiocatori con un account attivo.
Il 24 febbraio 2020 viene comunicato che il servizio online di Defiance chiuderà definitivamente il 29 aprile dello stesso anno.